# Грачевка (Жуковский район)
Грачевка— деревня в Жуковском районе Калужской области, в составе сельского поселения «Деревня Истье».

## География
Расположена на севере Калужской области, на реке Угодка. Рядом Терники, Большое Леташово.

## Климат
Умеренно-континентальный с выраженными сезонами года: умеренно жаркое и влажное лето, умеренно холодная зима с устойчивым снежным покровом. Средняя температура июля +18 °C, января −9 °C. Теплый период длится в среднем около 220 дней.

## Население
| 2002 | 2010 |
| ---- | ---- |
| 145  | ↗158 |

## История
В 1782 году местность находилась среди пустошей деревни Терники  Боровского уезда, графини Екатерины Ивановны Шуваловой, женой графа Александра Ивановича Шувалова. 
В 1873 году,  в деревне  Грачёвка Спас-Прогнанской волости  купцы II гильдии братья Иваном Иванович и Егор Иванович Сироткины открыли 2 ткацко-красильные фабрики